# Atalaya salicifolia
Atalaya salicifolia es una especie de árbol perteneciente a la familia de las sapindáceas. Es nativa de Australia.

## Descripción
Es un pequeño árbol que alcanza un tamaño de 10 m de altura, los nuevos brotes finamente pubescentes. Las hojas generalmente paripinnadas, de 8-20 cm de largo. Las hojas adultas con 1-3 pares de folíolos, son  ± angostas, oblongas, de 4-12 cm de largo, 5-30 mm de ancho, ápice obtuso a agudo, el raquis y el pecíolo alado, folíolos 3-9, ± lineares, de 10-20 cm de largo, 5-45 mm de ancho; pecíolo de 15-50 mm de largo, peciólulos 1-5 mm de largo. Las inflorescencias en panículas de 5-25 cm de largo. Cáliz 2-3 mm de largo. Pétalos 5, de 6-7 mm de largo. El fruto en forma de sámara de 25-35 mm de largo, con alas glabras, encorvadas.

## Distribución y hábitat
Se encuentra en el norte del bosque seco de la R. Clarence, no común. Hay un registro  del norte de Warialda en Nueva Gales del Sur.

## Taxonomía
Atalaya salicifolia fue descrita por (DC.) Blume y publicado en Rumphia 3: 186, en el año 1847.
Sinonimia
- Atalaya australis (A.Rich.) F.Muell.
- Atalaya salicifolia var. intermedia C.A.Gardner
- Atalaya virens C.T.White
- Cupania salicifolia Decne.
- Sapindus salicifolius DC. basónimo
- Thouinia australis A.Rich.[3]